# Vathý (Méganisi)
Vathý, en grec moderne : Βαθύ, est un village du dème de Méganisi, district régional de Leucade, en Grèce.
Selon le recensement de 2011, la population du village s'élève à 203 habitants.